# 馬丁·席爾瓦
馬丁·席爾瓦（西班牙語：Martín Silva；1983年3月25日—）是一位烏拉圭足球運動員。在場上的位置是守門員。他現在效力於巴拉圭足球甲級聯賽球隊自由。他也代表烏拉圭國家足球隊參賽，入選了2014年世界杯烏拉圭隊大名單。